# Friedrich Julius Schreyer

Friedrich Julius Schreyer im Jahre 1910

Friedrich Julius Schreyer (* 6. Februar 1861 in Hildesheim; † 18. Juni 1932 in Bad Ems) war ein deutscher Unternehmer.

## Biografie

### Familie und Ausbildung
Er wurde als zweiter Sohn des Hildesheimer Holzhändlers Friedrich Anton Schreyer (1822–1894) und seiner Ehefrau Dorette, geborene Pott, in Hildesheim geboren. Großvater Christian Pott (1807–1872) hatte 1830 das Holzgeschäft in Hildesheim gegründet. 
Schreyers älterer Bruder trat das Erbe des elterlichen Geschäfts in Hildesheim an, während er selbst als Zweitgeborener nach seiner Lehre und Ausbildung zum Holzkaufmann nach Bremen zog, wo er am 10. Januar 1888 sein eigenes Unternehmen, die Fr. Julius Schreyer, in das Bremer Handelsregister eintragen ließ.

### Fr. Julius Schreyer und andere Unternehmen

Friedrich Julius Schreyer im Jahre 1930

Zusammen mit seinem Partner Ludwig Bruhn (1862–1940) aus Dänischenhagen bei Kiel übernahm Schreyer die Handelsagentur der damaligen Traditions-Holzhandlung Leopold von Popper in Wien, deren Inhaber die Gebrüder Berthold und Armin Freiherren Popper von Podhragy waren und deren Vater schon das Holz für den Bau des Sueskanals geliefert hatte. Man betrieb unter anderem mit 18 Vollgattern das größte Dampfsägewerk Europas in Wygoda im Kronland Galizien und lieferte weltweit eine besonders feinjährige Fichte. Im Kronland der Bukowina hat man sich mit sechs neuen Sägewerken, den notwendigen Dampfloks und Eisenbahnlinien ein ganz neues Holzreservoir erschlossen. Die Fr. Julius Schreyer war der Agent in Bremen.

#### Dampfhobel- und Sägewerke Berthold & Armin von Popper & Schreyer
1890 gründete Schreyer zusammen mit den Freiherren Popper von Podhragy in Bremen die Dampfhobel- und Sägewerke Berthold & Armin von Popper & Schreyer. Aus der geplanten Expansion in Galizien erwuchs in Krechowice bei Dolina das Nutzungsrecht zum Waldschlag und zur Holznutzung im Waldgebiet des Fürsten Casimir Lubomirski zu Krakau.

#### Dolinaer Dampfsägewerk GmbH
Die Fr. Julius Schreyer in Bremen gründete dazu 1897 in Bremen mit Senator Ernst Adolf Hillegeist und seinem Schwager Albert Holzberger in Hannover sowie Peter Wilhelm Escher in Krefeld und seinem Bruder Carl Wilhelm Schreyer in Hildesheim, die Dolinaer Dampfsägewerk GmbH mit Fabrik und Anlage in Krechowice.
Das Dolinaer Dampfsägewerk wurde ganz auf industriellem Niveau mit zwölf Gattern betrieben. In dieser Zeit war die nach der Ehefrau des Gründers auch „Molly-Säge“ genannte Fabrikanlage in Krechowice mit den modernsten Sägemaschinen für Holz ausgestattet, von denen heute noch einige in der Ukraine im täglichen Einsatz sind. Die Kapazität des Sägewerks war auf jährlich 3.000 Eisenbahnwaggons Schnittholz ausgelegt. Das entspricht wöchentlich einem Zug von 70 Waggons, die von der Fr. Julius Schreyer von Woche zu Woche erneut zu verkaufen und zu vermarkten waren. Dieses Nadelschnittholz aus den Tannenwäldern um Dolina fand auf dem deutschen Markt hauptsächlich als Bauholz seine Verwendung.

#### Fr. Julius Schreyer in Pensacola
In Pensacola, Florida, USA, wurde Pitchpine geschlagen und ein Handel mit Terpentinöl und den Harzen der Kiefern betrieben. Ab 1892 wurden diese Güter von der eigenen Niederlassung der Fr. Julius Schreyer in Pensacola, die in Bürogemeinschaft mit dem ortsansässigen Lumberman H. H. Boyer unterhalten wird, mit Charterschiffen nach Bremen und Hamburg befrachtet. Hauptsächlich mit kleineren norwegischen Segelschiffen, aber auch schon ganze Schiffsladungen mit der weltweit größten Bremer Segelschiffsreederei D. H. Wätjen und Co. Nach der Anlandung wurden das Nutzholz und die Harze überwiegend in Deutschland vermarktet. Zu dieser Zeit war das Schreyer’sche Prime Pitchpine, dem besonders widerstandsfähigen Holz der nordamerikanischen Sumpfkiefer, ein bekannter und gefragter Markenartikel.

#### German-American Lumber Company in Millville
Zusätzlich wurde 1901 mit den aus Pensacola stammenden Lumbermen H. H. Boyer, J. R. Saunders und B. P. Jones aus Valdosta, die German-American Lumber Company in Millville betrieben. Das Sägewerk für Pitchpine lag zirka 166 km an der Küste entlang, östlich von Pensacola. Millville ist heute ein Stadtteil von Panama City. Die Teilhaber der Fr. Julius Schreyer aus Bremen, Ludwig Bruhn, Eduard Lutz und Theo Poppe, lösten sich ständig in Pensacola ab; meist war der Aufenthalt für ein halbes Jahr und länger. 1903 übernahm die Fr. Julius Schreyer das Unternehmen ganz. 1904 wurden jährlich zirka 40 Schiffsladungen mit bearbeitetem Schnittholz von Millville und Pensacola aus durchgeführt, hauptsächlich nach Europa, Südamerika (La Plata), aber auch direkte Verladungen nach Westafrika fanden schon statt.
Als in Galizien die Bahnstrecke von Uszok (Ungarn) nach Sambor (Galizien) ausgebaut wurde, ergab sich die Chance in Sokoliki, am Oberlauf der San, ein Dampfsägewerk mit sechs Gattern aufzubauen. Damit konnte das Holzreservoir der Waldkarpaten von der Fr. Julius Schreyer erschlossen werden. Besonders interessant waren die feinjährigen, starken Tannen und die bedeutenden Buchenwälder im Hinterland von Sokoliki, heute das Naturschutzgebiet Bieszczady, ganz im Südostzipfel von Polen.
Die feine Qualität dieses Buchenholzes wurde so bekannt, dass sich später die damals schon weltbekannte Markenfirma Gebrüder Thonet aus Wien, ein Global Player seiner Zeit, mit ihrem klassischen „Wiener Kaffeehausstuhl“ aus gebogenem Holz auch in Sokoliki ansiedeln wollte. Doch der Erste Weltkrieg verhinderte dies. Das Buchenholz war zu dieser Zeit auch ein sehr begehrtes Brennmaterial zum Heizen von Wohnungen.

#### Dampfsägewerk Sokoliki GmbH
1904 wurde in Bremen zusammen mit der offenen Holzhandelsgesellschaft W. Escher aus Krefeld, das Dampfsägewerk Sokoliki GmbH gegründet. Im mit sechs Gattern ausgerüsteten Dampfsägewerk Sokoliki wurden zum Abtransport der gefällten Bäume aus den angrenzenden Tälern 37 Kilometer Eisenbahnschienen gelegt und mit vier Dampflokomotiven und 84 Waggons die Beförderung von Rund- und Schnittholz für eigene und fremde Rechnung durchgeführt. Mit diesem Schreyer’schen Bahnbetrieb wurden über Sokoliki Buchennutzholz, und damals auch noch das beliebte Buchenbrennholz, hauptsächlich auf den deutschen Markt gebracht.
Am 19. Dezember 1906 brannte das Sägewerk der German-American Lumber Company in Millville vollständig ab und wurde sofort wieder nach dem neusten Stand der Technik aufgebaut. Neues Kapital wurde gebraucht. Die Fürstlich Schaumburg-Lippische Hofkammer vom Fürstentum Schaumburg-Lippe gab der Fr. Julius Schreyer in Bremen ein hoch verzinstes Darlehen.

#### Fr. Julius Schreyer oHG
Zum 1. Januar 1908 wurden die beiden Prokuristen Theodor Poppe (1878–1934) und Eduard Lutz (1880–1929) zu Teilhabern der offenen Handelsgesellschaft Fr. Julius Schreyer in Bremen. 1910 kündigte der Neffe von Friedrich Julius Schreyer, Eduard Lutz, und machte sich in Pensacola selbständig. Er handelte und verschiffte auf eigene Rechnung das etwas minderwertigere Schnittholz der German-American Lumber Company in die Häfen der Karibik. Er gründete seine eigene Reederei, die Lutz Shipping Co Incorporated in Pensacola, später New York. Sein Nachfolger als Teilhaber der Fr. Julius Schreyer in Bremen wird Hermann Gottlieb Kulenkampff (1878–1945). Ein international ausgebildeter Kaufmann, der vorher hauptsächlich in den USA gearbeitet hat. Sein Vater war Dietrich Kulenkampff, Chirurg und Chefarzt am Diakonissenhaus in Bremen. Seine Onkel waren die Teilhaber der Gebrüder Kulenkampff, die erfolgreichen Bremer Tabakhändler für Rohtabak.
Ein weiteres Sägewerk wurde in Fountain, Florida, gekauft. 1913 wurden 52 Schiffsladungen von Millville und Pensacola aus verladen. Die geschäftsführende Fr. Julius Schreyer in Bremen und Pensacola entwickelte sich zu einem der bedeutendsten Ablader von Pitchpine für ganz Europa.
1913 kaufte sich der regierende Fürst Adolf zu Schaumburg-Lippe aus Bückeburg mit seiner Fürstlich Schaumburg-Lippischen Hofkammer mit 50 Prozent in das Unternehmen ein. Der Bremer Teilhaber Hermann Kulenkampff wurde Präsident der German-American Lumber Company, H. H. Boyer und Friedrich Julius Schreyer die Vizepräsidenten. Über 300 Mitarbeiter wurden im Säge- und Hobelwerk in Millville beschäftigt. Ein Bahnbetrieb mit 145 Kilometer Eisenbahnschienen wurde mit sieben Dampflokomotiven und 80 Waggons unterhalten. Dazu gehörten zirka 300 Häuser und Unterkünfte für die Belegschaft, Lagerhäuser, Werkstätten, ein eigenes Theater, eine „moving picture show“ mit 800 Sitzplätzen, ein Hospital, das zweistöckige Germania Hotel, eine modernisierte Trockenanlage für das Holz, sieben Autos und Lastkraftwagen und eine sehr modern eingerichtete Drug & Confectionery. Allein der registrierte Landbesitz waren 720 km² Wald. Für weitere 568 km² hatte man sich die Nutzungsrechte gesichert. Insgesamt kontrollierte man so eine Waldfläche von 1.288 km². Das ist zum Vergleich die dreifache Fläche des Bundeslandes der Freien Hansestadt Bremen.
Praktisch ganz Millville, heute ein Stadtteil von Panama City, Florida, gehörte damals der Fr. Julius Schreyer.

### Zwangsverkauf derGerman-American Lumber Company
Die German-American Lumber Company hatte ein eingezahltes Kapital von einer Million Dollar und 1918, beim Zwangsverkauf durch die US-Regierung noch immer einen Buchwert von vier Millionen Dollar. Der geschäftsführende Hermann Kulenkampff und der in Pensacola lebende Eduard Lutz kamen sofort nach der Kriegserklärung der USA als deutsche Kaufleute in amerikanische Kriegsgefangenschaft und wurden am 6. Oktober 1917 im Fort Oglethorpe, Georgia, interniert. Das Sägewerk und der gesamte deutsche Besitz wurde konfisziert und der neu geschaffenen US-Behörde Alien Property Custodian unter der Leitung von Alexander Mitchell Palmer (1872–1936) übereignet.
Palmer entwickelt und inszeniert zusammen mit seinem 24-jährigen Assistenten, dem später bekannten J. Edgar Hoover (1895–1972), eine politisch ins Konzept passende Hetzkampagne gegen die German-American Lumber Company, die in allen wichtigen amerikanischen Zeitungen veröffentlicht wurde. Dies, obwohl zum Zeitpunkt der Veröffentlichung schon alle Geschäftsunterlagen vollständig im Zugriff und im Besitz der amerikanischen Behörden waren und die dokumentierten Geschäfte genau das Gegenteil der Pressekampagne beweisen. Die Geschäftsunterlagen der Firma befinden sich seit 1956 in den Archiven der Florida State University.
Palmer, als Treuhänder des Feindesvermögens, schildert am 29. Mai 1918 bei seinem Vortrag vor dem Anwalts-Verein in Chicago, dass die German-American Lumber Company in Millville ein rein deutsches Spionagezentrum gewesen wäre. Nur zu diesem Zweck wäre ein Scheinbetrieb unterhalten worden. Es sei geplant gewesen, dass die Deutschen den Naturhafen der St. Andrews Bay als Marinestützpunkt nutzen, um mit ihren U-Booten eine Invasion von ganz Amerika vorzubereiten. Vom Panamakanal aus ist Panama City die kürzeste Entfernung, um bis nach Chicago vorzudringen. Ein deutscher Prinz hätte als Neffe des Kaisers Millionen in das Unternehmen investiert. Erträge wurden immer nur genutzt um weiteres Land aufzukaufen. Die Sägemühle selbst sei nur ein Deckmantel für diese Operation gewesen. Diese sei „ein eindeutiger und völlig klarer Tatbestand“. Diese Stimmungsmache hat in den gesamten USA sehr große Wellen geschlagen und seiner Zeit große Beachtung gefunden.
Am 10. März 1919 fand die Zwangsversteigerung der aus politischen Gründen umbenannten American Lumber Company statt.

### Niedergang
Die Fr. Julius Schreyer in Bremen wurde darüber nicht informiert. Hermann Kulenkampff war noch immer im Internierungslager eingesperrt. Die gesamten Anlagen und Betriebe wurden gemeinsam von den amerikanischen Kaufleuten Minor Cooper Keith, Mitgründer und Teilhaber der United Fruit Company, und dem Lumberman Walter C. Sherman ersteigert. Im April 1919 wurde Hermann Kulenkampff aus der Gefangenschaft nach Deutschland entlassen.
Der Erste Weltkrieg zerstörte das Lebenswerk von Friedrich Julius Schreyer. Die Dampfsägewerke in Galizien und der Besitz in Pensacola waren enteignet. Sein Unternehmen in Bremen war von den internationalen Lieferquellen für den Rohstoff Holz abgeschnitten. Der deutsche Binnenmarkt lag total am Boden. 
Auf Drängen der jüngeren Teilhaber wurde 1920 zu dem Bereich Holz-Kommission, der Geschäftszweig Tabakwaren- und Kaffeeversand aufgenommen und in der Schreyer & Co GmbH zusammengefasst. Friedrich Julius Schreyer brachte seine unternehmerische Erfahrung noch als Aktionär und Aufsichtsratsmitglied in die von ihm 1910 mit gegründete Bremer Holzindustrie AG ein, eine der ersten Möbelproduktionen in echt industriellem Ausmaß, die in der Weltwirtschaftskrise 1929 von der J. F. Schröder Bank K.a.A., Bremen, aufgelöst wurde.

### Privatleben
Schreyer war verheiratet mit seiner Jugendliebe Christiane Katharine Molly, geb. Schmidt aus Hildesheim. Die Ehe blieb kinderlos. Privat war er ein leidenschaftlicher Jäger. In Zeven richtete er sich in der alten Försterei sein Jagdrevier ein. Noch heute ist in Zeven seine Fasanerie ein Begriff und zwischenzeitlich zu einer gängigen Flurbezeichnung geworden. In der Marßel 21 in Burgdamm, heute ein Teilstück der Autobahn in Richtung Bremerhaven, vor der Ausfahrt zum Ihlpohler Kreisel, hat er zwischen 1926 und 1935 für seine adoptierte Nichte Inge Busch eine Geflügelfarm eingerichtet und finanziert. Er war der erste Besitzer in Bremen von einem Horch 8-Zylinder. Von dem Modell, das einst dem Kaiser Wilhelm II. höchstpersönlich vorgeführt worden ist.
Der Wirtschaftspionier Friedrich Julius Schreyer starb am 18. Juni 1932 bei seinem Kuraufenthalt in Bad Ems. Mitten auf der Brücke von Bad Ems ist er zusammengebrochen. Er wurde auf dem Riensberger Friedhof in Bremen beerdigt. Von seinen Teilhabern starb Theo Poppe 1934, Ludwig Bruhn und Hermann Kulenkampff starben während des Zweiten Weltkrieges. Es gab keine Erben oder Nachfolger, die das Unternehmen hätten übernehmen können. Hinzu kam, dass mit dem Inferno der Zerstörung Bremens die Büroräume total ausbrannten und mit dem Tod der Teilhaber und Geschäftspartner auch die alten internationalen Geschäftsbeziehungen vernichtet waren.